# La caravana del manuscrito andalusí
La Caravana del manuscrito andalusí es una película española del año 2007.

## Sinopsis
Entre los siglos VIII y XV, durante la España musulmana, se llevó a cabo una ingente producción de libros científicos. Cuando los musulmanes salieron de España, muchos se llevaron consigo sus manuscritos. Hoy, podemos encontrarlos diseminados en bibliotecas familiares, a lo largo de la Ruta de las Caravanas, en Marruecos, Mauritania y Mali. Desde Toledo a Tombuctú, este documental sigue sus huellas. Su protagonista, Ismaël Diadié Haïdara, propietario de la biblioteca andalusí de Tombuctú (Fondo Kati), ha pasado años intentando recuperar los manuscritos familiares y con ellos su pasado andalusí.